# Chrysochlorosia callistia
Chrysochlorosia callistia är en fjärilsart som beskrevs av George Francis Hampson 1900. Chrysochlorosia callistia ingår i släktet Chrysochlorosia och familjen björnspinnare. Inga underarter finns listade i Catalogue of Life.